# Daniel Müksch
Daniel Müksch (* 28. November 1980 in Bad Hersfeld) ist ein deutscher Sportjournalist, Buchautor und Podcaster.

## Leben
Müksch besuchte in Bad Hersfeld die Modellschule Obersberg und legte dort im Jahr 2000 sein Abitur mit den Leistungskursen Deutsch und Geschichte ab. In seiner Jugend konnte er in seiner Heimatregion zahlreiche Tennisturniere gewinnen und nahm an nationalen wie internationalen Turnieren teil. Er wurde sowohl durch den Hessischen- wie auch den Deutschen Tennisbund gefördert. Zudem spielte er Fußball für die SV Rotensee/Wippershain in der Bezirksoberliga.
Sein Studium schloss er 2008 an der Georg-August-Universität Göttingen in den beiden Hauptfächern Sportwissenschaften und Volkswirtschaftslehre mit einem Magister ab. Danach absolvierte er beim Nachrichtenmagazin FOCUS in München sein Volontariat und arbeite danach mehrere Jahre als Autor und Redakteur für BUNTE, Playboy, Münchner Merkur sowie die tz.
Er hat mehrere Bücher verfasst. Unter anderem die erste deutschsprachige Biografie über den serbischen Tennisspieler Novak Djokovic (Ein Leben lang im Krieg), die in mehrere Sprachen übersetzt worden ist.
Als Autor und Host veröffentlichte er gemeinsam mit Podstars by OMR eine sechsteilige Podcast-Dokumentation über das Leben von Boris Becker mit dem Titel Unser Boris die für den Deutschen Podcastpreis nominiert wurde. Seit August 2023 präsentiert er wöchentlich den Podcast Playing Dirty – Sport und Verbrechen mit der Sportjournalistin und Moderatorin Lena Cassel.
Seit September 2024 ist er zudem Head of Editorial bei der Münchner Werbeagentur David+Martin. Im Oktober 2024 erschien sein drittes Buch Boris Becker – Immer wieder aufstehen erschienen.
Daniel Müksch lebt mit seiner Familie im Münchner Vorort Grünwald.

## Werke
- Die Starmacher – Wie Ärzte, Manager und Mentaltrainer unsere Sportstars erschaffen Riva Verlag, München, 2020
- Novak Djokovic: Ein Leben lang im Krieg Werkstatt Verlag, München, 2022
- Boris Becker: Immer wieder aufstehen Werkstatt Verlag, München, 2024